# Yorkshire terrier
Yorkshire terrier[nota], também chamada york e yorkie, é uma raça canina de pequeno porte do grupo dos terriers, originária do condado de Yorkshire na Inglaterra. De acordo com a Federação Cinológica Internacional, é a raça de padrão 86, inserida no grupo 3, pertencente à seção 4. Inicialmente criada para ser rateira, seus criadores perceberam de cedo o potencial para uma bem sucedida raça de companhia. Após cruzamentos específicos, o padrão de tamanho, beleza e comportamento foi atingido, o que o tornou um animal popular em poucos anos.
Seu físico é descrito como diminuto e proporcional, de pelagem macia, lisa e comprida, o que lembra o cabelo humano. Sua coloração é difícil de ser obtida, o que o torna ainda mais interessante. Sua personalidade, descrita por alguns como grande para seu tamanho, é classificada como destemida, carinhosa, afetuosa, versátil e independente, o que atraiu a atenção dos lares do mundo inteiro, fazendo do yorkshire o cão miniatura mais popular de todos. Inteligente, é também o número um no grupo dos terriers em lista elaborada, que divide a inteligência canina em ranking.
A busca pelo animal perfeito gerou problemas específicos para a saúde dos exemplares modernos, bem como características psicológicas negativas e termos inexistentes, que prejudicam o bom desenvolvimento de certos indivíduos, além dos problemas de saúde comuns a todos os caninos.
Presente na cultura humana desde o seu surgimento como raça canina, foi o cão favorito na Inglaterra, o primeiro campeão nos Estados Unidos em exibição de raças, o preferido no Brasil por dez anos seguidos e o terceiro cão mais popular em Portugal. O menor de todos os terriers tem como destacados exemplares um campeão de pistas e um soldado da Segunda Guerra Mundial.

## Origem e evolução

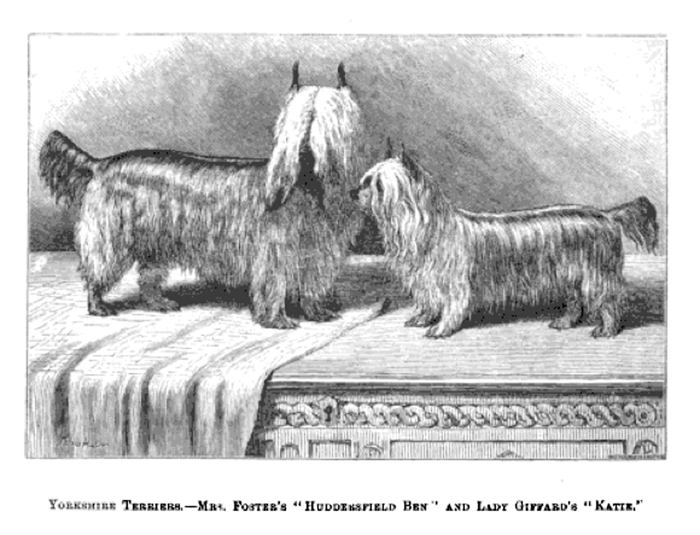
Huddersfield Ben e Katie: Imagem de 1870, pouco depois da primeira aparição da raça, na Inglaterra.

O surgimento do yorkshire terrier está atrelado a fatos históricos ocorridos na Grã-Bretanha, mais precisamente na região que deu nome a raça no nordeste da Inglaterra, antes do reconhecimento oficial do animal. No fim do século XI, os servos adquiriram a permissão de criarem cães, porém seu tamanho não deveria ultrapassar o de um aro metálico de sete polegadas de diâmetro. Esta, acredita-se, pode ter sido a causa do início dos cruzamentos artificiais que deram origem às raças posteriormente chamadas de terriers. Na época, o cão que passasse sem problemas por esse aro era considerado pequeno o suficiente para não caçar, já que a classe servil, à qual pertenciam seus donos, não tinha o direito à caça nos domínios senhoriais.
Até o século XVIII a maioria dos britânicos trabalhava na agricultura mas, com o advento da revolução industrial, muitas famílias deixaram a Escócia, levando consigo os seus cães e instalando-se no  Condado de Yorkshire, na Inglaterra, onde pequenas comunidades  se desenvolveram ao redor das minas de carvão, dos moinhos têxteis e das indústrias de lã. Mais diretamente ligado ao surgimento dos yorkshires, dita uma raça relativamente recente, estão os cruzamentos entre vários cães de pequeno porte já conhecidos na época. Esses cães, assim como seus donos, concentraram-se  nas proximidades dos centros de trabalho. De todas as teorias conhecidas, a mais aceita fala de cruzamentos espontâneos entre black and tan, skye terrier, dandie dinmont e até mesmo maltês, raças tradicionalmente conhecidas como caçadoras em tocas e que estavam presentes nas regiões de Manchester e Leeds, onde se desenhava um novo cenário  de crescimento urbano.
Nessas comunidades, com destaque para aquelas constituídas pelos operários de West Riding, estes cães passaram a ser vistos não apenas como animais de companhia em casa e nas minas de carvão, mas como úteis rateiros na caça aos roedores que se escondiam por baixo dos terrenos das casas, e nas competições de bar, nas quais estes caninos disputavam o posto de maior matador de ratos, sendo objeto de apostas, para posteriormente serem vendidos como valiosas peças. Bem sucedido como companheiro e caçador, o cão chamou a atenção de criadores que, entusiasmados, iniciaram um novo processo seletivo na busca de um melhoramento do padrão e das características de beleza e habilidade como rateiro. Estes processos iniciais, acredita-se, foram os que geraram o primeiro cão projetado e produzido com sucesso, cujo comportamento deveria ser corajoso, o tamanho diminuto e a aparência bela. Fisicamente estes cães acabaram por pesar entre 5 e 7 kg e tinham o pelo macio e rajado, como ainda pode ser visto na raça moderna.

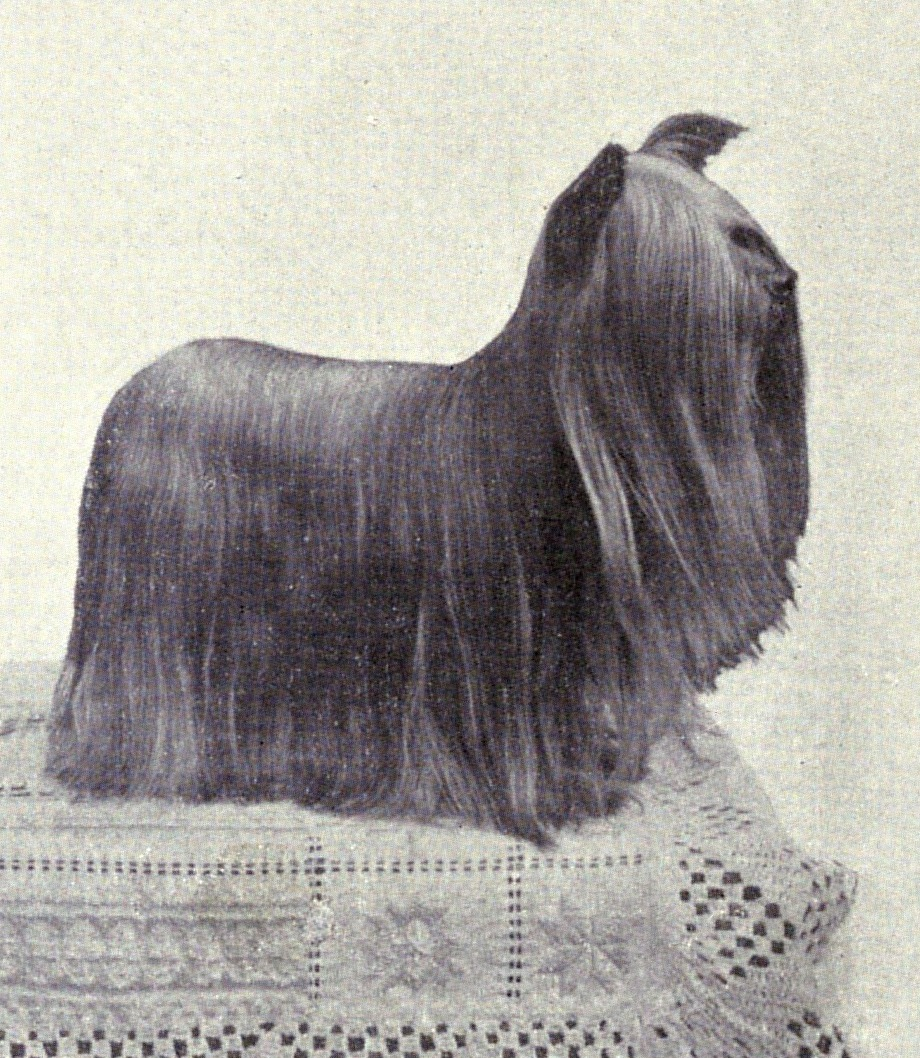
Exemplar do século XX. Estes já se apresentavam menores e de pelo mais liso que seus representantes anteriores.

A criação da específica raça é creditada ao cavalheiro inglês Peter Eden, um notável criador da época e respeitado juiz de competições oficiais. De sua posse faziam parte exemplares de pelagem longa e acetinada, azul e fulva, bem como o ancestral de um dos mais conhecidos yorkshires de exposição da época, além de ter-lhe sido atribuído o primeiro registro de um yorkshire no Livro de Criação, sob o nome "terrier escocês de pelo curto e yorkshire". No século seguinte ao início das migrações para as cidades, por volta do ano de 1861, o yorkshire foi pela primeira vez  apresentado publicamente na Inglaterra, em Birmingham, quando desfilou como variedade especial de uma outra raça. Alguns anos mais tarde apareceu em sua primeira exposição canina e foi reconhecido como raça pelo American Kennel Club, e inserido no Britsh Kennel Club sob o nome de yorkshire terrier, cujo primeiro padrão previa dois grupos distintos: um para os exemplares de até 2,3 kg, preferidos para companhia, e outro para os de até 6 kg, prediletos para a caça aos roedores. Em 1898 foi criado o primeiro clube dedicado exclusivamente à raça.
No fim da Era vitoriana a raça atingiu prestígio quando um exemplar foi escolhido pela rainha Vitória como seu cão de estimação, comportamento logo imitado pelas senhoras aristocratas e da alta burguesia, que passam a eleger os yorkshire terriers como companhia, ornamentando seus animais de acordo com o modelo da roupa que usavam no dia. A partir de então aquele caçador eficiente tornou-se em definitivo um cão de companhia de luxo, como se vê contemporaneamente ao lado de celebridades. Foi por seu tamanho diminuto  - ele é o menor de todos os terriers- e aparente fragilidade que o yorkshire, quase sempre chamado apenas de york, manteve sua popularidade no mundo, sendo frequentemente escolhido por pessoas que moram em casas pequenas ou apartamentos para serem suas companhias. Graças a sua personalidade, entretanto, também é animal preferido por donos que ocupam grandes mansões, não se limitando  aos que habitam espaços reduzidos .
O yorkshire terrier, como ficou conhecido a partir do final do século XIX, difundiu-se por todo o mundo. Em 1932 apenas trezentos foram registrados no Kennel Clube Britânico, ao passo que em 1957 este número subiu para 2 313 e, em 1970, chegou a ser a raça mais popular da Inglaterra. Na década de 1990 o número de exemplares nos lares atingiu o ápice, chegando a 25 665. Contudo esse número reduziu-se a aproximadamente a metade em apenas quatro anos. No ano de 2009 foi eleita uma das dez raças mais populares do mundo em pesquisa que ressaltava seu temperamento corajoso, seu companheirismo e o seu tamanho, próprios para companhia, sem restrição de idade.

## Etimologia e significado
A nomenclatura desta raça passou por variações desde o seu reconhecido surgimento até aparecer oficialmente em um clube específico, no ano de 1898. No começo, foi chamado de "terrier escocês", devido a origem dos terriers em geral e ao êxodo dos escoceses para as cidades inglesas. Mais tarde, deixou de se chamar "terrier escocês de pelo curto e yorkshire", para passar a chamar-se "terrier escocês anão de pelo longo". Afinal, por volta de 1870, recebeu o nome atual, que se refere à região onde se iniciaram os cruzamentos que dariam origem à raça.
De acordo com o dicionário de língua portuguesa, yorkshire terrier é classificado como "raça de cães de companhia muito pequenos, de pelo comprido e sedoso.", ao passo que terrier restringe um pouco mais o significado do york: "nome comum a vários cães, comummente pequenos e baixos, outrora usados na caça de animais de pelo pequenos, mas hoje mantidos principalmente como animais caseiros de estimação.".

## Características
Entre todas as características físicas que os yorkshires possam apresentar, a destacada é a sua proximidade interna com seu ancestral e com todos os demais caninos, que inclui suas estruturas óssea e muscular, semelhantes às dos gigantes cão de terra-nova e são bernardo.

### Proximidade com o lobo

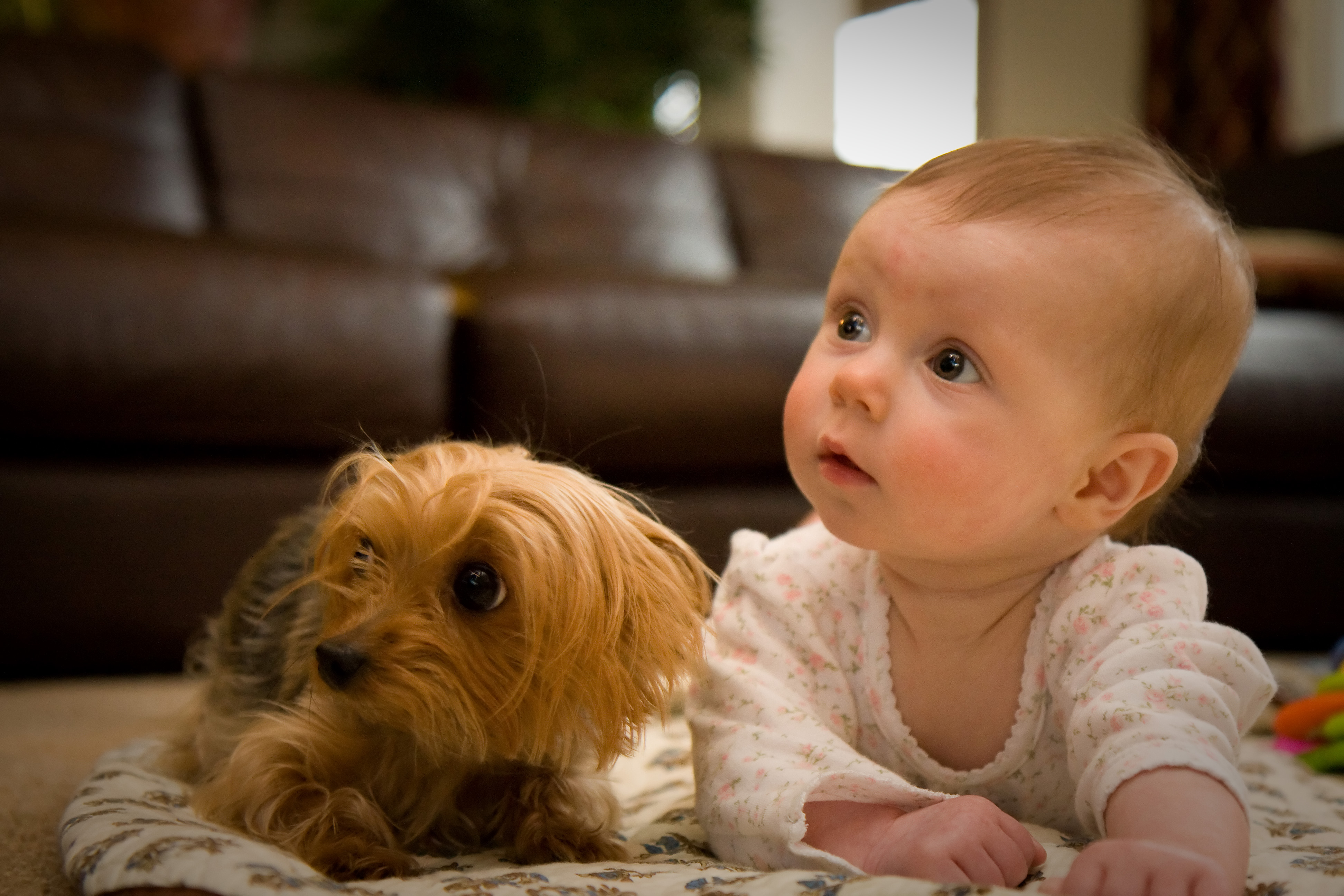
A yorkshire passou por seleções artificiais para melhor apresentar características infantis, de filhotes.

A proximidade do yorkshire com o lobo pode ser superficialmente traçada se contar sua "data de nascimento". Bem como a maioria das raças, a york foi desenvolvida no espaço compreendido entre os séculos XVII e XIX, sob cruzamentos seletivos e específicos, de acordo com as necessidades e agrupamentos humanos, o que eliminou boa parte de suas características. Entretanto, é sabido que o terrier tibetano é uma raça terrier mais antiga e mais próxima ao lobo que o pastor alemão, grande e de aparência lupina.
Os cruzamentos seletivos geraram ainda uma outra peculiaridade: procura-se mais por "eternas crianças", que por características de um lobo, ou seja, o homem prefere um animal com traços comportamentais de um filhote, que de um líder selvagem; procura por um membro da família e não um membro de matilha. Em pesquisa realizada entre dez raças caninas, um dos representantes dos terriers atingiu nota três em quinze pontos de proximidade comunicativa com seu ancestral, fruto esse advindo da seleção artificial imposta por criadores. Isso significa que, quanto menos pontos, mais infantil é o canino.

### Anatomia geral e estrutura externa

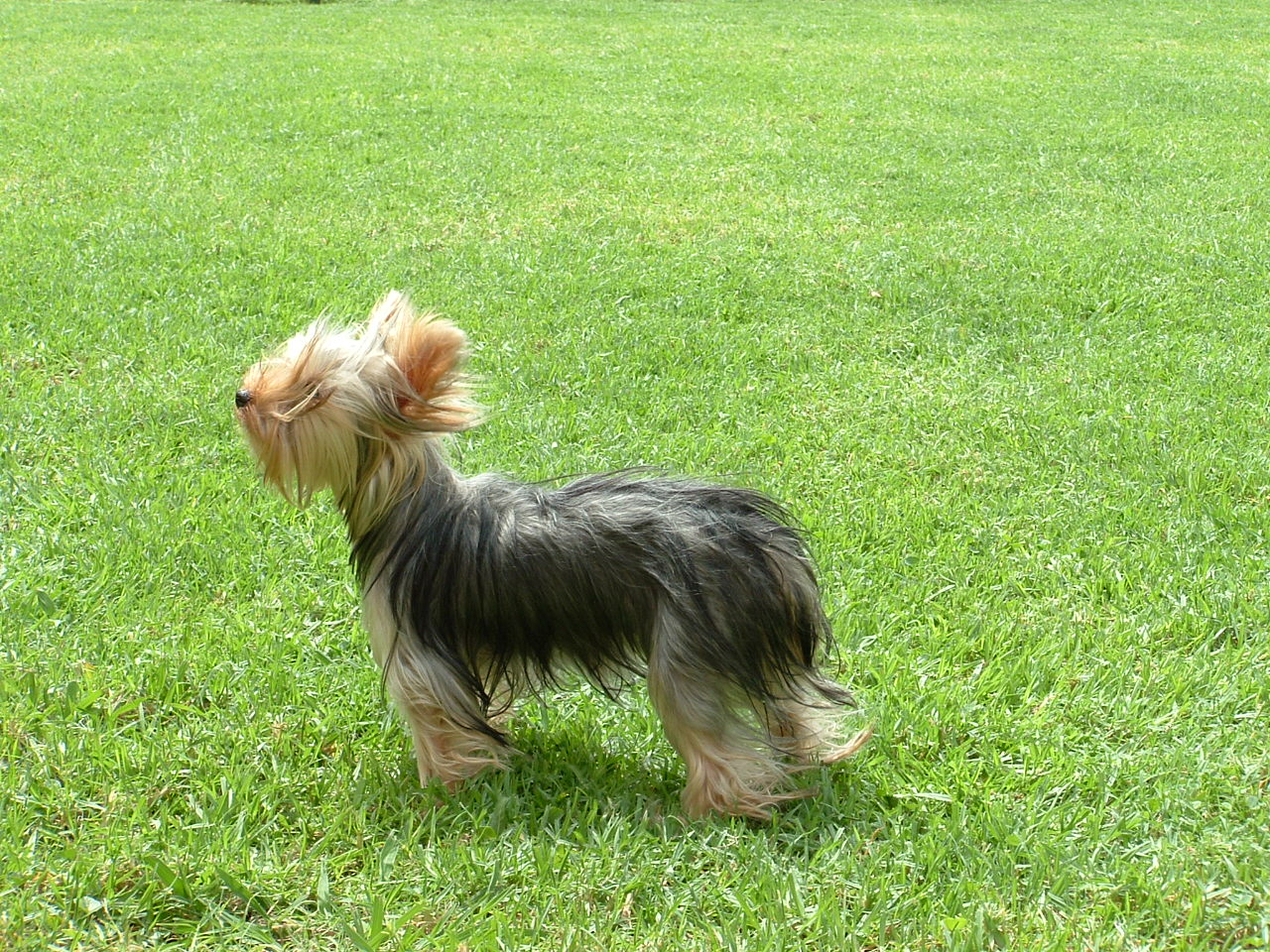
Assim como todas as raças caninas, os yorkshires apresentam em sua estrutura: stop, cabeça, pescoço, ombros, cotovelos, munhecas, garupa, coxas, jarretes, boletos, espáduas, joelhos, patas e cauda.

Como cão, o york é um animal quadrúpede e digitígrado, o que lhe assegura agilidade e precisão de movimentos para locomoção. É um mamífero doméstico bastante popular e pode chegar a viver em média doze anos, podendo chegar a passar os quinze.
Com base na classificação geral dos cães, estes pequenos animais estão incluídos na subcategoria pequena, para cães com menos de 10 kg e na subcategoria mediolíneos, para caninos que apresentam estruturas físicas equilibradas, ou seja, nem muito longos, nem muito robustos. O peso deste animal varia entre os 2,3 e os 3,5 kg, embora existam erroneamente as designações micro ou zero, para exemplares ainda menores, de 1,3 kg. A altura de sua cernelha também é variável, entre os 15 e os 17,5 cm. Considerado um animal toy (pequeno ou miniatura), tem a sua cabeça proporcional e reta no topo. Seu nariz é preto bem como seus proporcionais olhos. Suas orelhas são eretas em V e suas quatro patas são voltadas para a frente. Sua cauda é parcialmente cortada para fins estéticos, embora esta prática seja ilegal em certos países europeus.
Sua pelagem é considerada muito fina, lisa e longa, chegando a atingir os 37 cm, e cresce de forma permanente, dividida por uma risca em seu dorso. Sua textura é descrita como similar ao cabelo humano, sem a presença do sub-pelo, comum em raças que habitam zonas frias, sempre brilhante e macia. A distribuição de suas cores e tonalidades é algo valorizado desde o primeiro padrão estabelecido. Por definição, este cão deve apresentar as cores azul-aço e o fulvo. O azul-aço é considerado um cinza brilhante, quase preto, o que dá a impressão de azul, enquanto o fulvo é classificado como um amarelo tostado, quase caramelo. A tonalidade do azul-aço é difícil de ser atingida pela maioria dos criadores, que obtêm preto e até mesmo prateado. Embora os pelos fulvos variem em tonalidade, para caracterizar um yorkshire, não se misturam com os em azul-aço. Apesar de existir uma padronização para os exemplares de competição, que envolvem a precisão das cores, da textura e do comprimento da pelagem, os cães de companhia apresentam variações mais curtas e convenientes para seu conforto e de seu dono.

### Estrutura interna
Apesar da visível diferença entre tamanhos, pelagens e formas, suas estruturas ósseas e musculares são uma constante no mundo canino. As raças, grandes ou pequenas, apresentam-se fortes e bem desenvolvidas. Seus tendões são ainda bastante similares aos do lobo, bem como sua arcada dentária, desenvolvida para segurar, rasgar, cortar, morder e triturar. Além, seu sistema nervoso é idêntico ao dos demais cães, e seu cérebro, apesar de diminuto, não sofre com o estresse da vida selvagem. Sua produção glandular é igual a dos demais exemplares caninos, bem como seus coxins, adaptados para suportarem seu peso. Como nos demais mamíferos, a pele é seu maior órgão e compõe a maior parte de seu sistema imunológico.
Parentes de mesma classe, homem e cão dividem as mesmas características, entre elas as relacionadas aos pulmões, coração e circulação. Ainda que os tamanhos se apresentem diferentes, as funcionalidades são as mesmas. O sangue, por exemplo, distribui nutrientes e oxigênio por todo o corpo, enquanto as costelas protegem seus órgãos vitais. O sistema digestivo varia em especificações, mas não em função: nos yorkies e nos cães em geral o estômago é grande e os intestinos menores, já que este sistema se desenvolveu para devorar as presas no ato das caçadas. Seu sistema reprodutivo possui algumas particularidades: cães maiores reproduzem-se em maior número por vez, já que há espaço no útero das fêmeas.
Em suma, exceto por diferenciações na aparência, nos tamanhos - algumas geradas pelas seleções artificiais - e nas exigências físicas sob cada específica raça, os yorkshires possuem idêntica estrutura interna e externa de um malamute do Alasca, que pesa em média dezoito vezes mais.

### Os sentidos

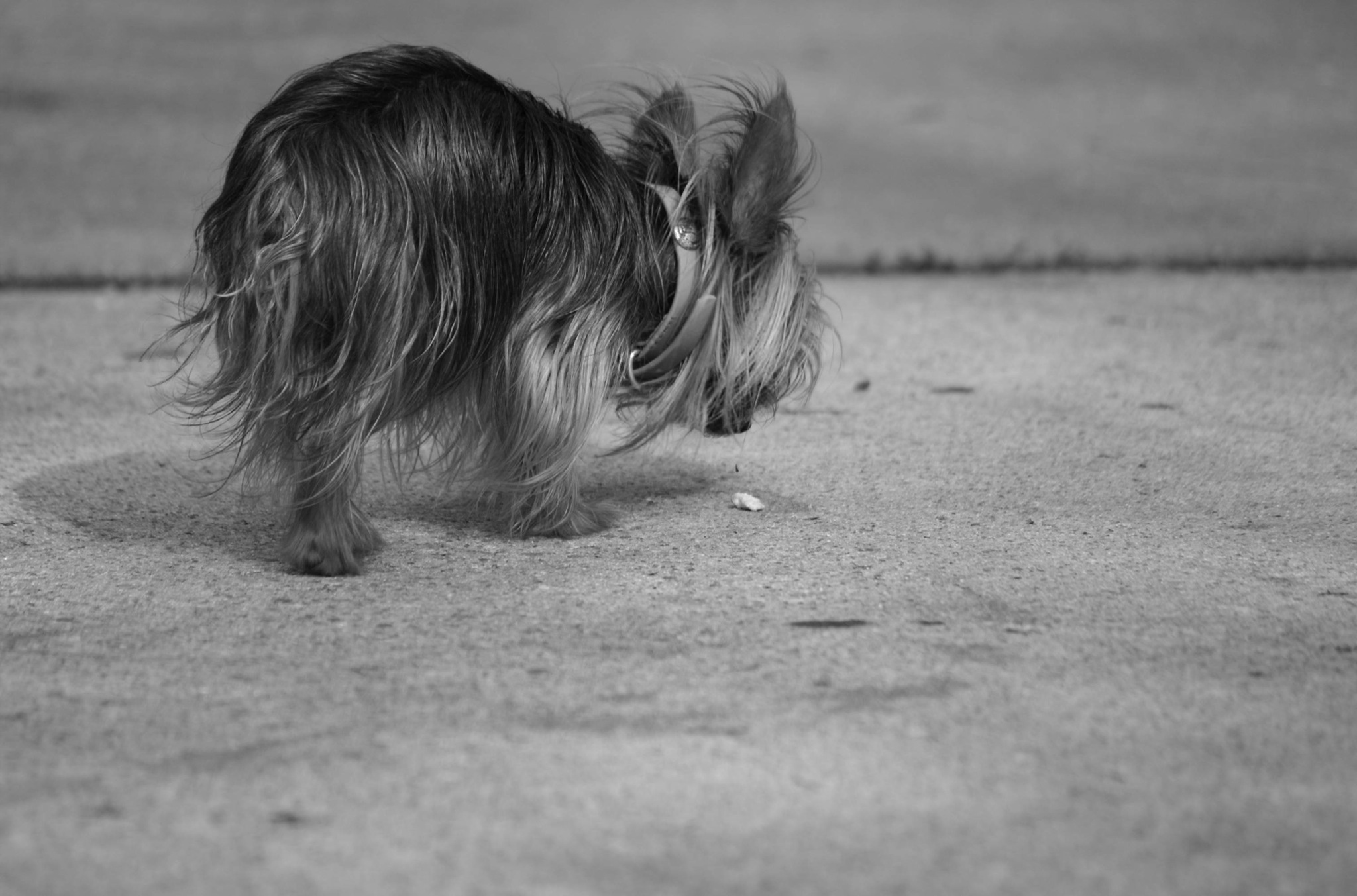
Apesar de não ser exatamente um cão farejador como o beagle, o yorkshire possui um excelente olfato se comparado ao do ser humano.

Membro da família dos canídeos, estes animais compartilham os sentidos como características físicas, com as raposas e os coiotes, por exemplo. Ainda que seja fruto de seleções artificiais reconhecidamente recentes, os yorkshires fazem parte de uma família de predadores, detentores de sentidos apurados, que não se perderam após seletivos cruzamentos. Seus sentidos sensoriais são cinco - olfato, visão, audição, paladar e tato - descritos como:
O olfato é um dos principais sentidos do yorkshire. Sua sensibilidade advém de ramificações dos nervos olfativos na cavidade nasal e é 32 vezes maior que a de um ser humano, embora seja considerada bastante inferior que a de um beagle, dito um dos melhores farejadores entre os cães. Como característica mais importante deste sentido está a identificação individual, que funciona para o yorkie como impressões digitais, já que cada animal possui um grande número de fendas nasais permanentes, que capturam cada cheiro individualmente. Sua audição é outro sentido bem desenvolvido, capaz de ouvir sons de alta frequência e baixo volume. Suas orelhas, artificialmente eretas, são direcionáveis, o que facilita a localização do som. Sua sensibilidade auditiva o permite ainda discernir palavras.
Sua visão é também apurada, além de possuir boa visão noturna. Seu campo de visão é menor que a de um pug, que tem olhos bem periféricos, embora ainda assim seja amplo. Sua visão é descrita como bicromática - distinguem bem apenas o amarelo e o azul - somada ao branco e preto. Apesar de conseguirem captar movimentos com maior facilidade, não possuem desenvolvida capacidade de foco. É ainda através da visão, que muitos cães demonstram traços comportamentais. Além de doenças comuns, algo capaz de prejudicar este sentido é a sua longa franja. O tato é classificado como pouco desenvolvido, sendo fundamental para a relação afetiva. Já o paladar, outro sentido pouco desenvolvido, justifica a capacidade canina de consumir diariamente sempre o mesmo alimento.

### Reprodução e filhotes

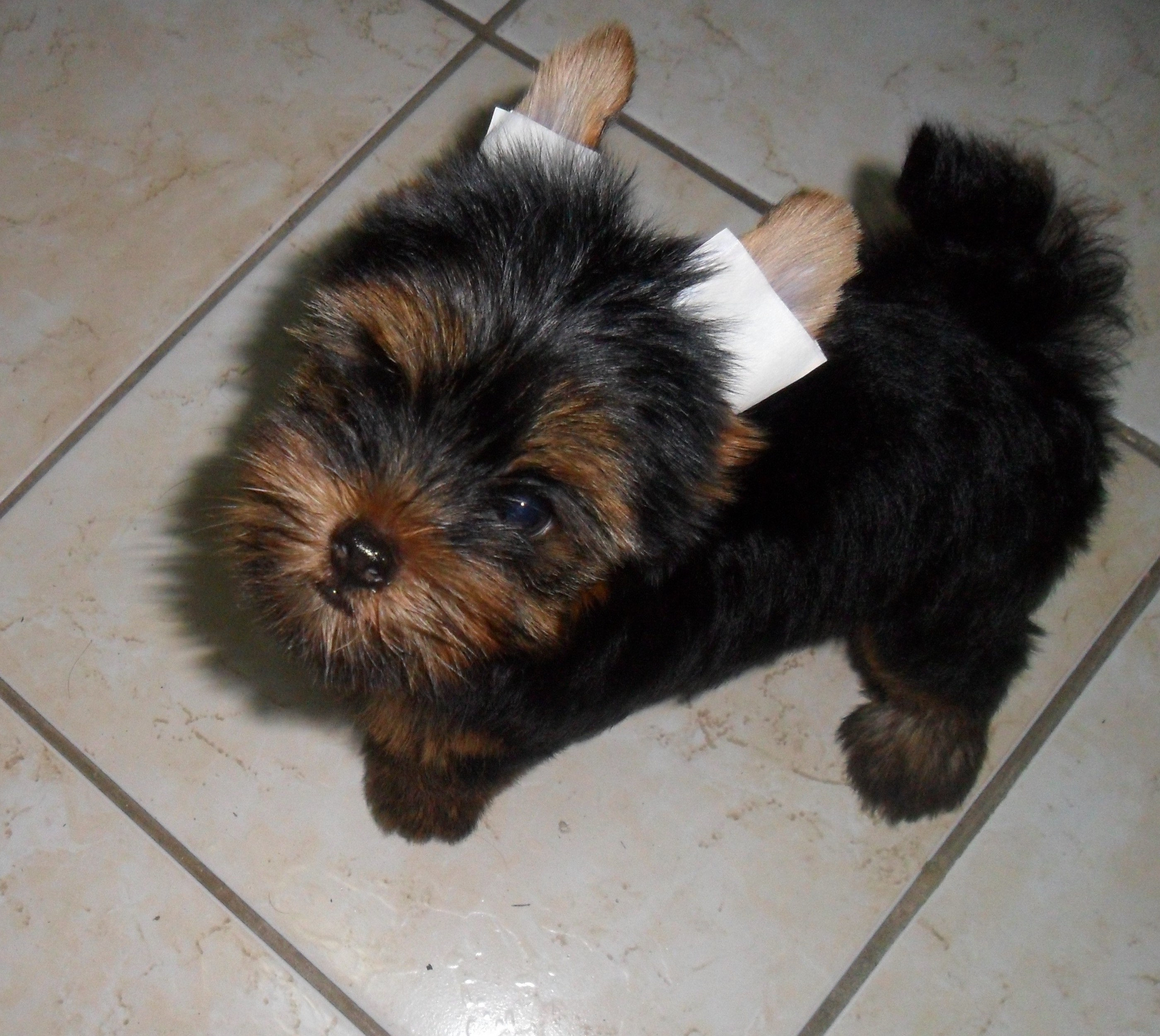
Para fins estéticos, as orelhas do yorkie são amarradas para cima quando ainda filhotes.

O sistema reprodutor do cão é semelhante ao do ser humano, salvo certas particularidades. No yorkshire, a gravidez dá-se por sessenta dias, embora alguns especialistas especifiquem 63. Por ser um animal pequeno a yorkshire dá à luz um número reduzido de filhotes, habitualmente dois ou três, ou raramente quatro. A fêmea ainda requer cuidados alimentares, de nutrientes ricos em vitaminas, proteínas e cálcio.
Por ser um animal de companhia, a reprodução do york é, em geral, assistida, devido ainda ao fato de ser uma raça criada para fins financeiros ou manipulação do pedigree. Seus cruzamentos são controlados e por vezes recorre-se a inseminações artificiais. Nos cruzamentos naturais, o processo é iniciado na fase do cio da fêmea, que dura em média de quinze a vinte dias, cujo ápice da fertilidade é atingido entre os 8º e 11º dias, fase em que os criadores escolhem os machos mais aptos. Como nas demais raças, as yorkshires nascem com um número definido de óvulos, ao passo que os machos permanecem férteis até a idade sênior.
Nascido o filhote, este requer cuidados diferentes. Por ser diminuto, é desaconselhada a sua separação da mãe antes das dez semanas de vida, já que sua fragilidade é aparente e o cachorro pode contrair doenças. Seu sistema imunológico não está totalmente desenvolvido e o cachorro depende dos anticorpos da mãe. Contudo, no período compreendido entre a quarta e a 12ª semanas, o filhote apresenta-se desprotegido, situação esta que os veterinários chamam de "janela imunológica". Os pequenos nascem totalmente pretos, com pequenas marcas em marrom, adquirindo sua pelagem definitiva e definida apenas aos dezoito meses. Devido a essa completa transformação, há registros de criadores inexperientes que sacrificaram ninhadas inteiras por acharem serem seus filhotes, mestiços.
Em cães de companhia, a esterilização e a castração variam de criador e dono, dependendo dos objetivos. Em geral, estes processos são considerados por alguns donos devido aos benefícios vistos por eles. Por exemplo, de acordo com estudos, os machos castrados tendem a ser mais passivos e não necessitam marcar tanto os territórios; já as fêmeas parecem viver dezoito meses a mais que as não-castradas. Todavia, os procedimentos em si consistem na remoção dos órgãos reprodutores: nas fêmeas, retiram-se o útero e os ovários; e nos machos, retiram-se os testículos.

### Envelhecimento, comunicação e locomoção

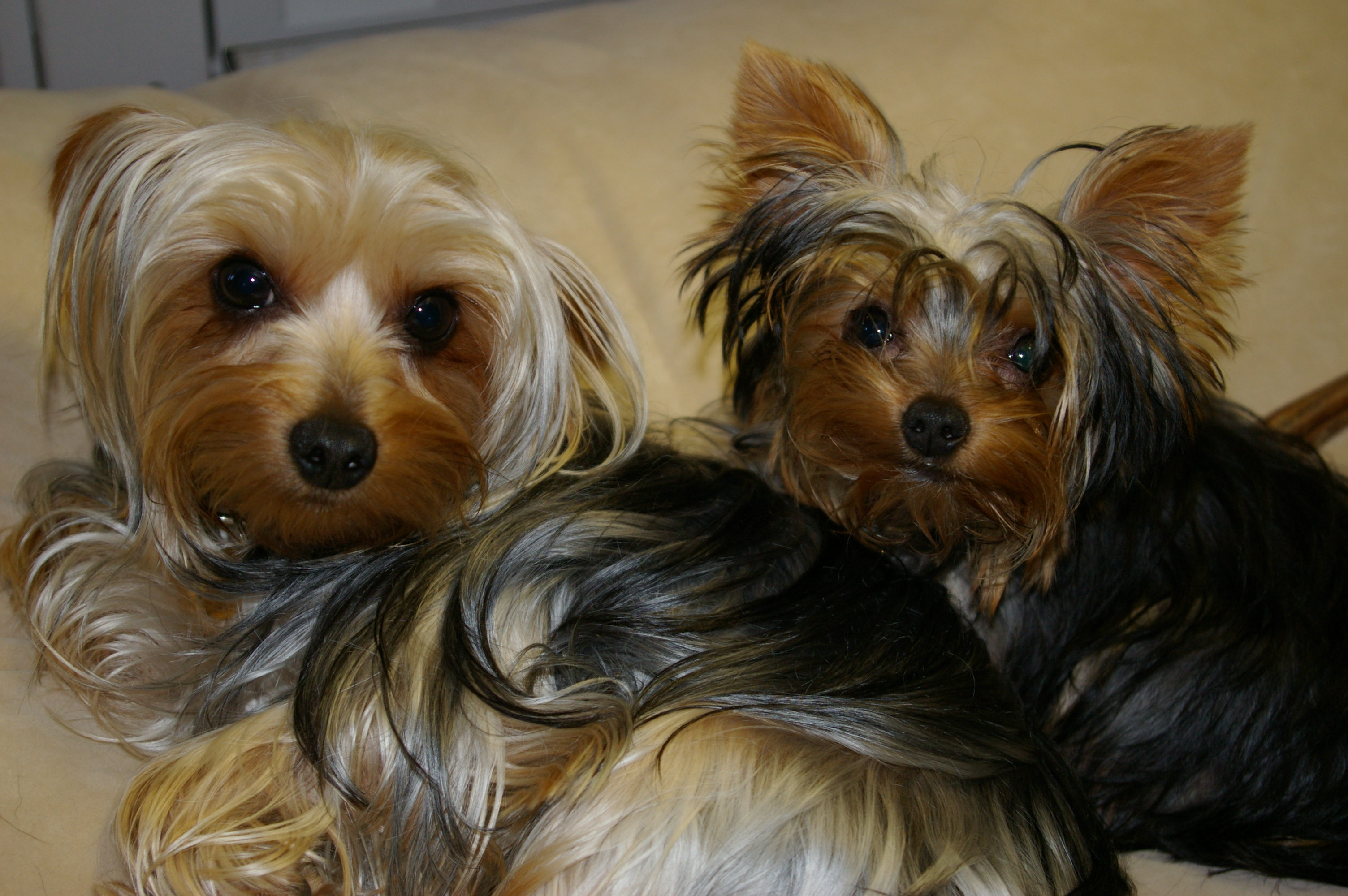
Os yorkshires possuem poucas particularidades no que diz respeito aos processos de envelhecimento, comunicação e locomoção, se comparados a outras raças.

Este canino vive uma média variável entre doze e quinze anos, o que, se comparado a cães maiores, é mais longa. Contudo, o processo de envelhecimento é ainda objeto de estudos e uma nova teoria foi elaborada para tentar explicar as variações. Como cão de porte pequeno, o resultado obtido para o yorkshire foi a soma dos cinco primeiros anos caninos para um ano humano. A partir deste ponto, são então contados quatro anos de um cão pequeno para um vivido pelo homem, ao passo que os cães maiores, de maturidade mais lenta, tendem a envelhecer mais rapidamente. Isso ocorre devido às diferentes fases de maturidade do cão. Enquanto um yorkshire atinge seu peso máximo em geral aos quatro meses de idade, um são-bernardo necessita de, no mínimo, dezoito meses para chegar aos 60 kg, e suas exigências alimentares para o crescimento saudável são enormes. Com base nessas afirmações, pode-se dizer que um york nascido no mesmo dia e ano que um homem tenha, cinco anos humanos mais tarde, 21.
Yorkshires de idade avançada tendem a sofrer com doenças, dores e alterações comportamentais. Por essa razão, é importante dar atenção às mudanças da idade para suprir as novas necessidades. Entre os principais males que podem acometer os idosos yorkshires estão o nervosismo, a ceratoconjuntivite seca e os problemas ósseos, além de doenças e problemas comuns às demais raças, como o mal de Alzheimer e a depressão, a perda de tonicidade cardíaca e da flexibilidade articular. Fora isso, a visão e a audição prejudicadas, a quietude e o esbranquiçamentos da pelagem são fatores do envelhecimento descritos como normais.
Ao contrário do basenji, que se comunica essencialmente através de uivos, os yorks, como cães de temperamento excitado e ativo, preferem os latidos como meio principal de comunicação com o ser humano e com outros caninos. Ademais, usam também da linguagem corporal para expressarem medo, ansiedade, interesse, alegria e outras emoções, e para se socializarem, já que são animais gregários. Por terem o gosto pelos latidos, o yorkshire pode passar por medidas corretivas, vistas pelo ser humano como soluções. Entre as medidas mais comuns estão o uso de coleiras antilatidos e os jatos de citronela no focinho.
Sua locomoção dá-se graças a seus sistemas ósseo, articular e muscular. Quadrúpedes, os yorkshires usam de suas duas alturas para andar. Seu sistema neuro-muscular exerce as funções de contração e relaxamento, graças a ligação ao sistema nervoso e as articulações. Em suas patas, os coxins são parte da pele, a única com glândulas sudoríparas, o que ajuda a mantê-las flexíveis para tornar o andar mais preciso, devido à sua capacidade de aderência e adaptação. Os coxins são também pouco sensíveis, facilitando quando em situações rigorosas. A locomoção do canino recebe um nome diferenciado, chamado andadura, que constitui o ritmo e o modo de andar do animal. Nos yorks, que possuem suas patas viradas para frente, a andadura comum é a fácil.

### O padrão da raça pela FCI
De acordo com o padrão extraído FCI, o yorkshire deve enquadrar-se dentro das seguintes exigências para pertencer ao seguinte grupo:
| Grupo padrão FCI |
| --- |
| Grupo 3 - Terriers Seção 4 - Terriers de Companhia Padrão FCI no - 86 - 29 de outubro de 2003 País de origem: Grã-Bretanha Nome no país de origem: Yorkshire Terrier Utilização: Companhia - Sem prova de trabalho |

| Exigência para padronização da raça |
| --- |
| APARÊNCIA GERAL: de pelagem longa; o pelo cai perfeitamente reto, repartido por uma linha que se estende da trufa à extremidade da cauda, de maneira igual para cada lado. Muito compacto e de contorno definido, porte imponente (empinado), o que lhe confere um ar importante. O conjunto de suas formas revela vigor e um corpo bem proporcionado. COMPORTAMENTO / TEMPERAMENTO: alerta, inteligente terrier de companhia. Cheio de vivacidade e disposição. CABEÇA - Região Craniana Crânio: mais para pequeno e plano, não muito proeminente ou arredondado. - Região Facial Trufa: preta. Focinho: não muito longo. Maxilares / Dentes: perfeita, regular e completa mordedura em tesoura. Os dentes são bem colocados em maxilares de igual comprimento. Olhos: de tamanho médio, escuros, brilhantes, com expressão inteligente e de inserção frontal. Não proeminentes. Bordas palpebrais escuras. Orelhas: pequenas, em forma de “V”, portadas eretas, sem serem muito afastadas, revestidas de pelagem curta, de cor fulvo saturado e intenso. PESCOÇO: de bom comprimento. TRONCO: compacto. Dorso: nivelado. Lombo: bem firme. Costelas: moderadamente arqueadas. CAUDA: anteriormente era costume ter a cauda cortada. Cortada: de comprimento médio, com muito pelo; de cor azul mais escuro que o restante do corpo, especialmente na extremidade da cauda. Portada um pouco mais alta que o nível do dorso. Não Cortada: com bastante pelo, de coloração azul mais escuro que o restante do corpo, especialmente no final da cauda. Portada um pouco mais alta que o nível do dorso. Tão reta quanto possível. O comprimento deve dar ao cão uma aparência balanceada. MEMBROS - Anteriores: pernas retas, bem revestidas de pelagem castanho dourado intenso, levemente mais claro nas pontas que nas raízes, não ultrapassando acima do nível dos cotovelos. - Ombros: bem inclinados. - Posteriores:' vistos por trás, membros perfeitamente retos. O joelho é moderadamente angulado. Bem revestidos de pelagem castanho dourado intenso, cujas pontas são alguns tons mais claros que as raízes, não ultrapassando acima do nível dos joelhos. PATAS: redondas; unhas pretas. MOVIMENTAÇÃO: livre, com boa propulsão. Anteriores e posteriores trabalham corretamente direcionados para a frente, mantendo a linha superior nivelada. PELAGEM - Pelo: no tronco, o pelo é moderadamente comprido, perfeitamente reto (sem ondulações), brilhante; de textura fina e sedosa, nunca lanosa. Na cabeça, é longo, de cor castanho dourado intenso, e de cor mais saturada nas faces, na base das orelhas e no focinho, onde o pelo é bem longo. A cor castanho da cabeça não deve alcançar o pescoço, bem como não pode haver mescla de pelos escuros ou encarvoados na cor castanho em qualquer parte do corpo. - Cor: azul aço escuro (não azul prateado), estendendo-se do occipital à raiz da cauda, jamais mesclados de pelos fulvos, bronze ou escuros. No peito, a pelagem é de um castanho intenso e brilhante. Todos os pelos de cor castanho são mais escuros na raiz que no meio, ficando ainda mais claros nas pontas. PESO: até 3,1 quilos. FALTAS: qualquer desvio dos termos deste padrão deve ser considerado como falta e penalizado na exata proporção de sua gravidade e seus efeitos na saúde e bem estar do cão. NOTAS: • os machos devem apresentar os dois testículos, de aparência normal, bem descidos e acomodados na bolsa escrotal. • todo cão que apresentar qualquer sinal de anomalia física ou de comportamento deve ser desqualificado. |

### Alimentação e pelagem
O yorkshire é um onívoro como os demais cães e é capaz de comer o mesmo que os seres humanos, exceto doces e chocolates, que podem lhe causar diabetes, obesidade e até mesmo o levar ao óbito. Contudo, por ser um animal de companhia e visivelmente frágil, é recomendada apenas a alimentação feita com ração seca, que supre todas as suas necessidades. Como canino de pequeno porte e reconhecidamente ativo, em geral, os yorkshires necessitam de 210-240 kcal diárias. Fazem parte de sua dieta básica as proteínas e a gordura, que contem aminoácidos essenciais e ácidos graxos, além de proporcionarem o transporte de vitaminas lipossolúveis, como as A, D, E e K. Especificamente para estes diminutos animais, está a necessidade superior de cálcio, devido à fragilidade advinda do tamanho de seus ossos.
Já os cuidados com a pelagem vão desde o asseio ao grooming (escovação). Alguns exemplares são mais facilmente manuseados e penteados que outros, devido às suas diferentes personalidades comportamentais e pelagem, umas mais ralas e curtas que outras. Seu corpo deve ser escovado para permitir que a pele respire e para manter o animal saudável, já que durante a escovação retira-se galhos e busca-se por insetos, checa-se as orelhas e trata-se os olhos. Os banhos são sugeridos como semanais, já que a escovação os mantém limpos. Seu pelo pode secar ao vento, mas é aconselhado o uso de um secador, para que realmente seque até a raiz e impeça a proliferação de bactérias.

### Doenças

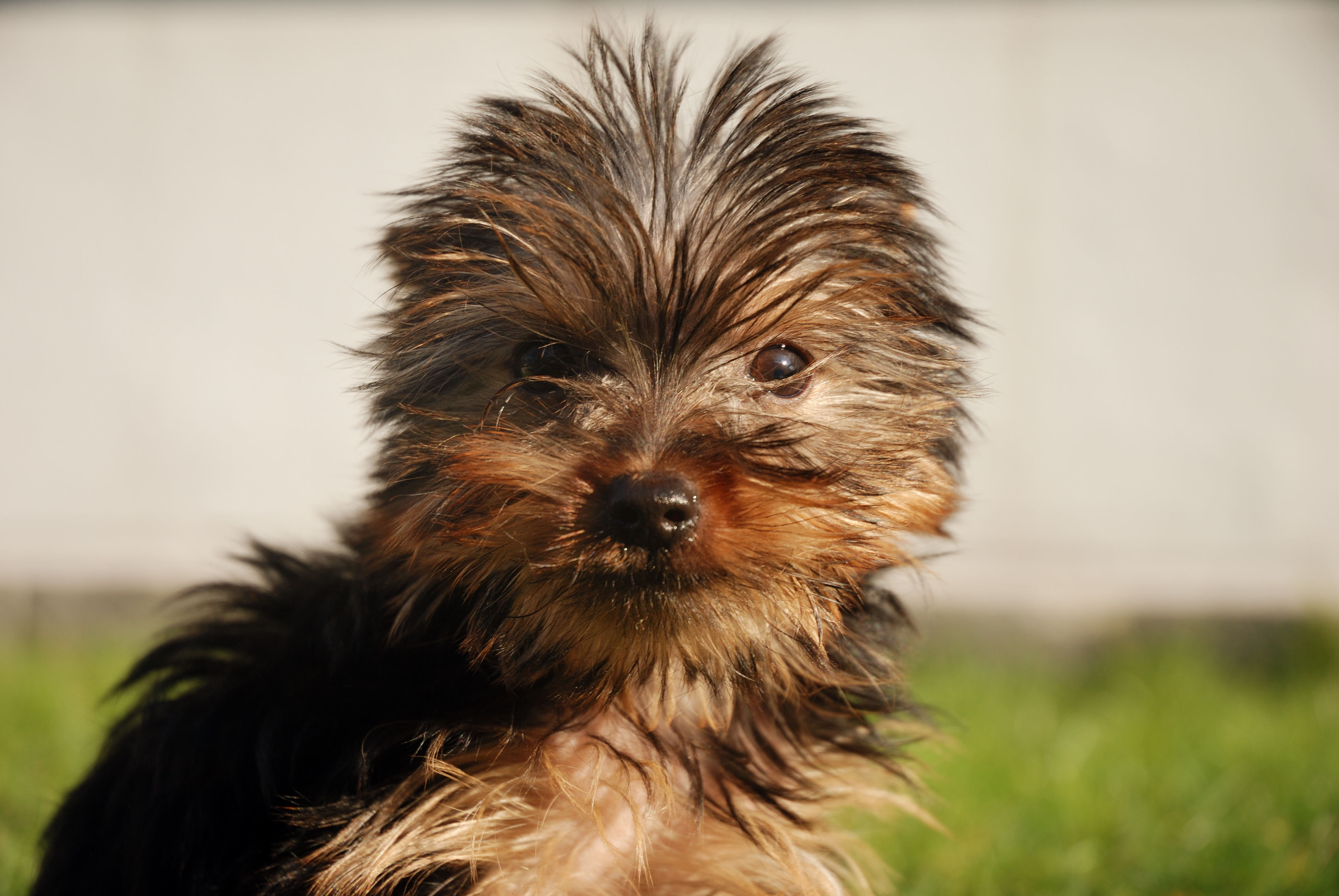
Ainda que não imune aos sinais do envelhecimento, doenças podem ser evitadas com vacinação, tratamentos e cuidados diários de higiene.

Após anos de cruzamentos seletivos artificiais para se estabelecerem padrões de comportamento e físicos, algumas marcas negativas foram geradas sobre os exemplares mais modernos, sendo todos comuns a esta raça e hereditários. Em decorrência de corpo pequeno e ossatura proporcional, muitos de seus problemas são ósseos e articulares. Os ossos de suas patas, por exemplo, podem quebrar-se após um salto ou uma queda. Hérnias são vistas como algo gravemente debilitante. Entre os problemas que afetam sua dentição está o tártaro, que causa queda e quebras de dentes em exemplares jovens.
Outras doenças relacionadas a esta raça são o fechamento tardio da moleira, a dentição dupla, a luxação da patela, a necrose asséptica, a ceratoconjuntivite seca, a hidrocefalia, o prognatismo e o retrognatismo. O fechamento tardio da moleira é um risco muito grande para um yorkie, pois qualquer queda pequena ou até mesmo uma pancada acidentais podem ser fatais; A luxação da patela ocorre muito nos exemplares que apreciam saltar, o que causa o deslizamento lateral dos ligamentos fixados à patela; A necrose asséptica ocorre quando o osso perde a sua vascularização e morre; Já a ceratoconjutivitie seca é prejudicada a produção de lágrimas.
Em relação a sua pelagem, a doença que acomete variadas raças atende pelo nome de alopécia, ou simplesmente queda de cabelo ou pelos. Essa doença teve variados nomes e, diretamente ligada aos yorkies, causa a perda de pelos nas extremidades das orelhas, por exemplo. Acredita-se que este problema esteja ligado à condição hormonal do animal ou a falta de melanina. Geneticamente, é suposto que esta anomalia esteja ligada ao conhecido gene azul. De acordo com publicação da revista The Yorkshire Terrier de 1999, este gene quando dominante, causa a escassez e a coloração azulada da pelagem. A doença, percebida quando o filhote nasce, causa, além da queda total dos pelos, um ressecamento da pele, que pode ser comparada a de um elefante. Essa condição gera dor extrema ao animal, que consequentemente, é sacrificado. Outro gene normalmente recessivo comentado na publicação é o vermelho, que provoca o nascimento de yorkies de coloração avermelhada ou chocolate. Como não existe nenhum outro padrão aceito além do resultado pelo gene DD (preto e castanho) na FCI, que procura proteger a raça através desta padronização genética, os animais nascidos com estes genes não devem ser cruzados.
Característica comum aos mamíferos, os yorks também podem sofrer permanentemente de determinadas lesões: uma lesão sofrida nos nervos periféricos não se regenera. Caso essas fibras sejam lesadas, não se regeneram, o que resulta em inatividade permanente de músculo. Além disso, também podem desenvolver doenças transmissíveis aos seres humanos, como dermatofitoses, intoxicações por salmonella, leptospirose e raiva. No entanto, essas efermidades são controladas por meio de vacinação, tratamentos e tratos higiênicos. Doenças descritas como mais sérias, como a cinomose e a parvovirose, caso não sejam diagnosticadas no princípio, dificilmente são curadas.Pulgas e carrapatos são incômodos e podem também gerar doenças. Depressão e estresse são fatores psicológicos que também podem afetar esta raça.

## Comportamento e relacionamento com o homem

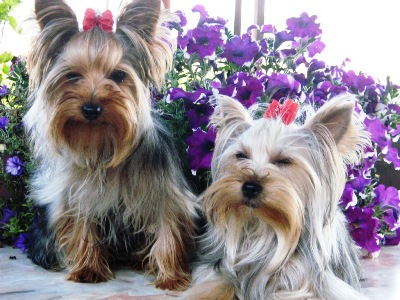
A yorkshire terrier é uma popular raça miniatura desde a época de rateiros, na Grã-Bretanha.

A inteligência canina é campo ainda sob estudos. Contudo, uma das listas mais conhecidas foi a elaborada pelo pesquisador e neuropsicólogo, Stanley Coren, na qual divide a inteligência dos cães em três: adaptativa (capacidade de resolver  problemas), instintiva (comportamento ditado geneticamente) e de obediência (capacidade de obedecer a comandos). Nesta listagem, o yorkshire terrier ocupa a 27ª posição, ao lado do chesapeake bay retriever e do puli, sendo classificado o mais inteligente entre os terriers, duas colocações a frente do segundo representante deste grupo, o airedale terrier, bem como qualificado como um cão de trabalho acima da média.
Sua personalidade, apesar do tamanho reduzido, é em geral vista como aventureira. É ainda classificado como um pequeno animal cheio de energia, bravo, leal e esperto. Ainda sob aspectos gerais, é um canino de temperamento descrito como carinhoso e afável, características primordiais para o sucesso como cão de companhia em lares ao redor do mundo. Por seu tamanho, é capaz de conviver com crianças, embora não aprecie o convívio com outros cães, já que é um animal territorial. Tal adjetivo o torna um bom cão de guarda, sempre alerta e atento, apto a dar sinal ao menor dos ruídos. Esta qualidade é também vista como um defeito, já que o alarme é dado através de latidos constantes. Qualificado como ativo, é ainda independente, já que não tem como preferência ficar no colo de seu dono, embora não goste de passar muito tempo sozinho. De acordo com classificação geral de adestramento canino, o yorkie é um animal que apresenta desafio de obediência moderado a donos inexperientes.
Presente nos lares desde a Revolução Industrial, é um cão bastante popular ainda nos dias de hoje, sendo considerado o cão de raça miniatura mais popular do mundo. No Brasil é desde 2001 a raça número um; Em 2007, figurou como a terceira raça mais popular em Portugal; E, em 2009, foi eleita a terceira raça mais popular em todo o mundo embora, três anos antes, também tenha sido o primeiro colocado em lares da Espanha.
Versáteis e facilmente adaptáveis, estes são animais criados para viverem dentro de um apartamento ou em uma fazenda. No entanto, requerem cuidados não importando onde seus donos desejem morar. Até os seis meses de vida ou até que seja vacinado, é indicado que o yorkie permaneça dentro de casa, a fim de evitar doenças e o próprio ambiente externo em si, no qual poderá cavar, rastejar e fuçar. Como animal ativo, necessita ainda de exercícios diários, não apenas para desenvolver sua musculatura e suas habilidades instintivas, mas também para manter-se calmo e obediente, o que evita o estresse e, consequentemente a depressão.

## Os yorkshires na cultura humana

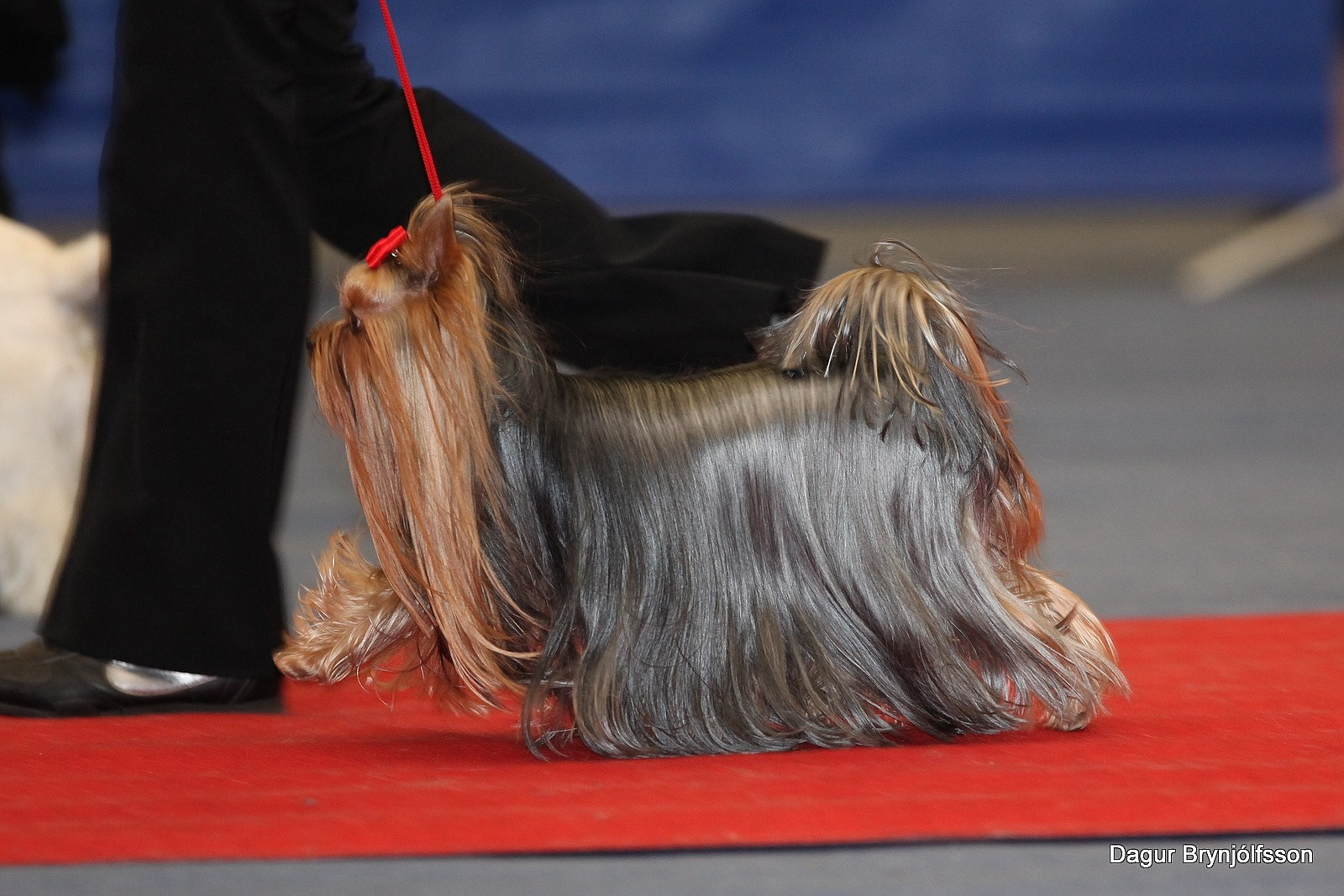
Exemplar em competição de pista na Islândia.

Os yorkshires são presença constante na cultura humana desde que surgiram como caçadores em miniatura na Europa. Úteis, foram usados como rateiros nas sujas vilas britânicas que nasciam ao redor das grandes fábricas. Ao notar sua eficiência enquanto trabalhador, o homem passou a usá-lo em competições de rateiros em bares da região de Yorkshire: quanto maior o número de ratos apanhados, maior era o valor do vencedor. Atrelado a este valor estava também a busca por cães menores, mais ágeis, belos e versáteis, sempre com o foco no lucro. Quando por volta de 1859 surgiram as primeiras exposições, os pequenos cães já eram os favoritos na Inglaterra, sendo então acasalados entre si, para gerarem exemplares ainda menores e puros.
Após os esforços de aperfeiçoá-los, os yorkshires começaram a conquistar inúmeros títulos e prêmios ao redor do mundo em pistas de glamour e exposições de raças. Do maior campeão da raça e um dos primeiros a se destacar permaneceram seus trinta filhotes, cujo padrão é bastante semelhante ao estabelecido pela FCI e cujo neto conquistou o primeiro título norte-americano em exposições.

Como cão da moda, o yorkie substituiu o poodle na década de 1960. Na imagem, um exemplar adulto no colo de Audrey Hepburn, famosa atriz belga duas vezes vencedora do Oscar.

Bem como ocorrido com inúmeras raças, a yorkie teve sua criação prejudicada durante a Segunda Guerra Mundial, quando praticamente parou de ser desenvolvida após se tornar popular na Grã-Bretanha e nos Estados Unidos. No entanto, sem sofrer com inúmeras baixas ou com o perigo da extinção, sua criação foi retomada com o fim da guerra, em 1945. Famoso, tornou-se o cão ideal de muitos lares, fosse por sua beleza, fosse por sua personalidade. Por vezes considerada uma raça da moda, pode ser facilmente visto na companhia de celebridades como Xuxa, Gisele Bündchen e Brett Favre.
Entre os yorkshires que se destacaram na sociedade humana, pode-se citar Smoky, que serviu na Segunda Guerra Mundial. Encontrada em 1944 por um soldado norte-americano na Nova Guiné, pensou-se que ela pertencia aos japoneses. Como a cadela não entendeu nenhum dos comandos na língua oriental, bem como na língua inglesa, foi vendida ao Cabo William A. Wynne. Smoky acompanhou-o em campo de batalha, acondicionada em sua mochila durante as patrulhas aéreas. Tendo aprendido truques, passou a entreter as tropas durante as viagens da Austrália à Coreia. Com o fim da guerra, mudou-se para os Estados Unidos com seu dono, onde teve sua história contada em um jornal e onde acabou por tornar-se famosa. Por dez anos Smoky viajou por todo o país fazendo apresentações e aparecendo em programas de TV. Faleceu em 21 de fevereiro de 1957, aos aproximados quatorze anos. Em 11 de novembro de 2005, Dia do Veterano, foi inaugurado um monumento no Cleveland Metroparks, na Reserva de Rocky River, em Ohio, em sua homenagem. A escultura mostra a cadela sentada dentro de um capacete de guerra. Em Cleverland existe ainda um memorial, no qual vê-se sua foto e lê-se a seguinte passagem: O menor soldado da Segunda Guerra Mundial e o mais famoso cão de guerra.
Outro destacado yorkshire foi Blairsville Royal Seal, também conhecido por "Tosha", apelido ganho de seus admiradores. Criado por seu proprietário Sr. Brian Lister e sua esposa, Rita, foi considerado o "rei entre os cães". Tosha ficou conhecido por sua presença, sentida até mesmo por um novato. Seal foi um dos mais famosos cães de pista de todos os tempos e, durante sua carreira de exposições, conquistou 50 CCs, sob os olhos de 50 juízes diferentes; foi best in show por 12 vezes, e por 16 vezes reserva de best in show; conquistou 33 prêmios de Melhor de Grupo; e foi ainda o Top Dog de todas as raças durante dois anos consecutivos, tornando-se assim o antepassado de muitos campeões, caracterizando, ainda hoje, um diferencial nos pedigrees de alguns yorkshires atuais. Morreu aos quinze anos de idade, em 1988, mesmo ano em que seu recorde de CCs fora quebrado por Osman Sameja, que encerrou a carreira com 52, embora admita-se hoje que alguns resultados foram duplicados.
Algo bom ou ruim para seu desenvolvimento como raça, outros três yorkshires ficaram famosos após figurarem, em 2005, no Livro dos Recordes como os menores cães vivos do mundo: Pequeno Pinóquio e Whitney foram marcados com, respectivamente, 10,3 cm no comprimento e 7,6 cm na cernelha. No entanto, como de fato o menor cão do mundo em ambas as medidas, esteve o yorkshire do britânico Arthur Marples, que adulto mediu 9,5 cm no comprimento e 7,11 cm na cernelha. No cinema, figurou ao lado de Audrey Hepburn em Funny Face; Na tv, esteve ao lado de Carmen Electra no programa Til Death Do Us Part: Carmen and Dave; E na literatura, foi Yorky em Fred Basset de Alex Graham.